# Evergreen
Evergreen — сьомий студійний альбом англійської групи Echo & the Bunnymen, який був випущений 14 липня 1997 року.

## Композиції
1. Don't Let It Get You Down — 3:52
2. In My Time — 3:26
3. I Want to Be There (When You Come) — 3:39
4. Evergreen — 4:11
5. I'll Fly Tonight — 4:24
6. Nothing Lasts Forever — 3:57
7. Baseball Bill — 4:04
8. Altamont — 3:53
9. Just a Touch Away — 5:09
10. Empire State Halo — 4:00
11. Too Young to Kneel — 3:40
12. Forgiven — 5:49

## Учасники запису
- Іен Маккаллох — вокал
- Вілл Сарджент — гітара
- Лес Паттінсон — бас гітара
- Горді Гоуді — гітара
- Кері Джеймс — клавішні
- Ніколас Килрой — ударні